# Acrolepia trapezopa
Acrolepia trapezopa là một loài bướm đêm thuộc họ Acrolepiidae. Loài này có ở Nam Phi.